# Driver's High
「Driver's High」（ドライヴァーズ・ハイ）は、日本のロックバンド、L'Arc〜en〜Cielの17作目のシングル。1999年8月11日発売。発売元はKi/oon Records。

## 概要
前作「Pieces」から約2ヶ月ぶりとなる1999年第3弾シングル。本作の表題曲は、1999年7月1日に発売した6thアルバム『ark』からのリカットとなっており、リカットシングルのリリースは1995年10月発売の「夏の憂鬱 [time to say good-bye]」以来約3年10ヶ月ぶり3作目となる。
本作の表題曲「Driver's High」は、疾走感溢れるメロディアスなドライブナンバーで、テレビアニメ『GTO』の前期オープニングテーマに使用された楽曲となっている。タイトルは、人間が走った後に感じる強烈で刹那的な幸福感を表すランナーズハイを元ネタとした、hydeによる造語となっている。ちなみにこの曲の編曲作業には、共同プロデューサーである岡野ハジメに加え、音楽ユニット、Scudelia Electroのキーボーディストである吉澤瑛師がコ・アレンジャーで参加している。なお、L'Arc〜en〜Cielの楽曲がテレビアニメのテーマソングに使用されるのは、1997年2月からアニメ『るろうに剣心 -明治剣客浪漫譚-』のエンディングテーマに使用された「the Fourth Avenue Café」以来約2年4ヶ月ぶりのこととなる。（詳細は楽曲解説の項目を参照）
この曲は2023年から、日本の日本プロサッカーリーグ（Jリーグ）のクラブ、柏レイソルの私設応援団により、チームチャントの原曲として使われている。サッカーファンである作曲者のtetsuyaは、このことについて「嬉しいですね」「他の曲もどんどんこういうふうに、他のチームでも使っていただけると嬉しい」と自身がパーソナリティを務めるラジオ番組で感想を述べている。さらに、本作発売から約25年後の2024年12月24日には、スーツブランドのORIHICAと表題曲のコラボ特別WEB動画が公開されている。また、翌2025年にはカーセンサー「Carsensor's High篇」CMソングに使用されている。
2012年に発表されたトリビュート・アルバム『L'Arc〜en〜Ciel Tribute』においては、ロックバンド・TOTALFATがこの曲をカバーしている。なお、2022年にhydeがソロ名義で開催した対バンツアー「HYDE LIVE 2022 RUMBLE FISH」では、ライヴに招かれたTOTALFATがこの曲のカバーを披露しており、hydeとともにデュエットしている。
また、カップリング曲には、yukihiroが手掛けたリミックス音源「cradle -down to the earth mix-」が収録されている。

## リリース

### リリースプロモーション
リカットシングルということもあり、本作に関するプロモーション活動はあまり行われていない。表題曲は1999年の年末に放送されたテレビ朝日系音楽番組『ミュージックステーションスーパーライブ 1999』で演奏されたものの、この当時に発表された他のシングル表題曲と比べ、テレビで披露された回数は少ない。一方で、ライヴにおいてはバンドのスタンダードソングとして頻繁に演奏されている。

### リリース形態
本作は、通常盤（CD）の1形態でリリースされており、初回限定仕様はSweets Box Packageになっている。このパッケージは、スナック菓子の紙箱を彷彿とさせるジッパー加工が施された紙製ケース仕様となっている。また、本作の初回限定仕様と、本作と同日に発売したクリップ集『CHRONICLE』の初回限定仕様の2アイテムの購入者に対する連動企画が実施されている。この連動企画は、本作の初回限定仕様に封入されている応募ハガキに、クリップ集『CHRONICLE』の初回限定仕様に封入されているシールを貼り付けたうえで送付した購入者に対し、「ポータブルDVDプレーヤー（A賞）」もしくは、「メンバーが"運転中に聴きたい曲"を選曲し収録したオムニバスCD『Driver's High Selection』（B賞）」のどちらかが抽選でプレゼントされるも施策となっている。（B賞のオムニバスの詳細は下記項目を参照）。

### チャート他
発売初週となる1999年8月23日付のオリコン週間シングルチャートにおいて、6thアルバム『ark』の発売から僅か約1ヶ月半後のリカットシングルリリースでありながら、週間2位を記録している。
本作のフィジカルの売上枚数と、表題曲のダウンロード数を合わせると、シングルカットでありながら50万ポイント以上を売り上げており、1990年代のL'Arc〜en〜Cielを代表する楽曲の一つとなっている。また、この曲がドライブナンバーということもあってか、本作発売以降に行われたオリコンなどのモニター調査による「ドライブで聴きたい曲ランキング」において、上位にランクインすることが多い。
また、本作発売から約20年後となる2019年12月11日から各種サブスクリプションサービス（定額制音楽配信）にて、この日までに発表したL'Arc〜en〜Cielの全楽曲のストリーミング配信を全世界で一斉解禁しているが、表題曲は同年12月12日に公開されたSpotifyの週間バイラルトップ50（日本）チャートで4位を獲得している。ちなみにこの週では、TOP18までをL'Arc〜en〜Cielの楽曲が独占しており、1位は「flower」が獲得している。さらに、このバイラルチャートTOP50のうち、半分以上となる34曲でL'Arc〜en〜Cielの楽曲がチャートインする結果となった。なお、サブスクリプションサービスへの楽曲配信を解禁してから約5年3ヶ月後の2025年3月には、日本国内のストリーミング再生回数が5000万回突破を記録している。

## ミュージックビデオ
表題曲「Driver's High」のミュージック・ビデオは、竹石渉がディレクターを務めた作品となっている。映像は、銀行強盗を行ったメンバー4人がパトカーに追われながら車で逃走するストーリーとなっており、ラストは追い詰められた4人の乗った車が崖から飛び出すシーンで締められている。なお、監督を務めた竹石は映像制作を振り返り「大好きな映画『テルマ&ルイーズ』をオマージュしてカーチェイスをラスベガスで撮影した」と述べている。
映像撮影は、ラスベガスの州警察当局の協力を得たうえで実施されている他、逃走シーンではヘリコプターを使った空撮が行われており、製作費が1億円を優に超える大掛かりなものとなっている。ちなみに本作発売から約26年後の2025年3月に「Driver's High」を使用したカーセンサーのCMが放映されたが、このCMはミュージック・ビデオを意識した仕上がりとなっており、MV撮影で実際に使用されたものと同じモデルの車が使われている。
このミュージック・ビデオは、本作と同日に発売したクリップ集『CHRONICLE』に初収録されている。また、2019年12月11日には公式YouTubeアーティストチャンネルにおいて、映像の無料公開が開始されている。

## 収録曲
| #         | タイトル                           | 作詞      | 作曲      | 編曲                          | 時間  |
| --------- | ---------------------------------- | --------- | --------- | ----------------------------- | ----- |
| 1.        | 「Driver's High」                  | hyde      | tetsu     | L'Arc〜en〜Ciel, Hajime Okano | 4:12  |
| 2.        | 「cradle -down to the earth mix-」 | hyde      | yukihiro  | Remixed by yukihiro           | 7:18  |
| 合計時間: | 合計時間:                          | 合計時間: | 合計時間: | 合計時間:                     | 11:30 |

## 楽曲解説
1. Driver's High
  - 作詞: hyde / 作曲: tetsu / 編曲: L'Arc〜en〜Ciel & Hajime Okano

疾走感溢れるメロディアスなドライブナンバー。作曲を担当したtetsuyaは、この曲のイメージについて「ドライブしながら聴くと気持ちいい曲を作りたくてできた[15]」と述べている。デモ音源の原型はtetsuyaがスタジオに向かう車内で浮かんだものが基になっており、tetsuyaは「Aメロ、Bメロ、Cメロぐらいまでできたのが車の中で、あとは家でギター弾きながらコードつけて、もっと煮詰めていったんですよ[16]」と制作について語っている。なお、編曲作業には共同プロデューサーである岡野ハジメに加え、音楽ユニット、Scudelia Electroのキーボーディストである吉澤瑛師がコ・アレンジャーで参加している。吉澤は他にもキーボード、オルガン、プログラミングをこの曲で担当している。
作詞を担当したhydeは、リリックのイメージについて「ガラッガラのまっすぐな道をゆったり走って…音楽全開でね。こう…ボーっと走ってるときがあるんですよね、まっすぐな道を[17]」「（ドーパミンが出ている）そのときが、すごい気持ちいいんですよ。で、その雰囲気を歌詞に使ってみようかなと[17]」と語っている。ちなみにタイトルは、人間が走った後に感じる強烈で刹那的な幸福感を表すランナーズハイを元ネタとした、hydeによる造語となっている。hydeは、このタイトルに決めた経緯について「ドライブをしてて、いちばん気持ちいい瞬間があるんですよ。それを"Driver's High"とね、命名した[17]」と語っている。
この曲はライヴで大きな盛り上がりを見せる曲の一つとなっており、公演の本編終盤やアンコールの際に演奏されることが多く、L'Arc〜en〜Cielの1990年代後半以降のライヴにおけるスタンダードソングとなっている。また、ライヴでは観客とのコールアンドレスポンスを交えて披露されることが多い。
2. cradle -down to the earth mix-
  - 作詞: hyde / 作曲・リミックス: yukihiro

6thアルバム『ark』の収録曲「Cradle」のyukihiroによるリミックス曲。
2000年6月に発表したリミックスアルバム『ectomorphed works』には、このリミックスとは別バージョンの「cradle [down to the moon mix]」が収録されている。リミックスアルバムに収録されたバージョンでは、原曲にも本作収録のリミックス音源にもなかった女性ボーカルの音が足されている。女性ボーカルを入れた経緯について、yukihiroは「hydeの日本語を、女性のほうは英語で言ってるんです。最初は単純に、掛け合いっぽくなっていいかな、と考えてたんですよ。トリッキーとかがやってるじゃないですか、ラップで。女性が普通に歌ってる後ろでベロッベロのラップをやってたりとか。ああいうのがカッコいいなと思って[18]」と述べている。

## タイアップ
Driver's High
- フジテレビ系テレビアニメ『GTO』前期（第1話〜第16話）オープニングテーマ[注 1]
- ORIHICA 特別WEB動画『フレッシャーズ応援特別ムービー ～Driver's High～』[6]
- カーセンサー「Carsensor's High篇」CMソング[14]

## 参加ミュージシャン
- hyde：Vocal
- ken：Guitar
- tetsu：Bass
- yukihiro：Drum
- Driver's High
  - 吉澤瑛師（Scudelia Electro）：Organ, Keyboard & Programming, co-arranged
  - 岡野ハジメ：Keyboard & Programming
  - 斎藤仁：Keyboard & Programming

## 初回限定仕様懸賞(B賞)：『Driver's High Selection』
『Driver's High Selection』は、メンバーが“運転中に聴きたい曲”を選曲したオムニバスCD。本作の懸賞プレゼントとしてリリースされたため、現在に至るまで一般流通はされていない。収録曲には様々なジャンルの洋楽が集められているが、CDの発売元であるソニー・ミュージックエンタテインメントの関連レーベルに所属するアーティストの楽曲のみで構成されている。なお、CDに付属するブックレットには、メンバーがその楽曲を選んだ理由が掲載されている。
| #   | タイトル                                                | 作詞 | 作曲・編曲 | アーティスト名                  |
| --- | ------------------------------------------------------- | ---- | ---------- | ------------------------------- |
| 1.  | 「HALF AS MUCH」(selected by tetsu)                     |      |            | マリベス                        |
| 2.  | 「99 LUFTBALLONS」(selected by hyde)                    |      |            | ネーナ                          |
| 3.  | 「DO YOU LOVE ME LIKE YOU SAY ?」(selected by yukihiro) |      |            | テレンス・トレント・ダービー    |
| 4.  | 「EVERYDAY PEOPLE」(selected by yukihiro)               |      |            | スライ&ザ・ファミリー・ストーン |
| 5.  | 「NIGHT COMES DOWN」(selected by ken)                   |      |            | ジューダス・プリースト          |
| 6.  | 「FREEWHEEL BURNING」(selected by ken)                  |      |            | ジューダス・プリースト          |
| 7.  | 「TALKING IN YOUR SLEEP」(selected by tetsu)            |      |            | ロマンティックス                |
| 8.  | 「TIME AFTER TIME」(selected by tetsu)                  |      |            | シンディ・ローパー              |
| 9.  | 「WHO CAN IT BE NOW ?」(selected by hyde)               |      |            | メン・アット・ワーク            |
| 10. | 「AFRICA」(selected by hyde)                            |      |            | トト                            |

## カバー
（※）音源がフィジカルに収録されているものに限り記載する。
- TOTALFAT（2012年、トリビュートアルバム『L'Arc〜en〜Ciel Tribute』に収録）
- 緒方恵美 （2017年、カバーアルバム『アニメグ。25th』に収録）
- Mary's Blood （2020年、カバーアルバム『Re>Animator』に収録）

## 収録アルバム
オリジナルアルバム
- 『ark』（#1）

ベストアルバム
- 『Clicked Singles Best 13』（#1）
- 『The Best of L'Arc〜en〜Ciel 1998-2000』（#1）
- 『TWENITY 1997-1999』（#1）
- 『WORLD'S BEST SELECTION』（#1）

リミックスアルバム
- 『ectomorphed works』（#2,別リミックスバージョン）

コンピレーションアルバム
- 『俺の応援歌 ‐PERFECT BODY‐ mixed by DJ和』 (#1)